# Pseudharpinia macrospinosa
Pseudharpinia macrospinosa is een vlokreeftensoort uit de familie van de Phoxocephalidae. De wetenschappelijke naam van de soort is voor het eerst geldig gepubliceerd in 2006 door Valério-Berardo & Piera.